# Erwin Huber
Pour les articles homonymes, voir Huber.
Erwin Huber, né le 26 juillet 1946 à Reisbach, est un homme politique bavarois membre de l’Union chrétienne-sociale en Bavière (CSU). Il a siégé au gouvernement bavarois de 1994 à 2008 avec les portefeuilles de la Chancellerie d’État, des Finances et de l’Économie dans les cabinets d’Edmund Stoiber et Günther Beckstein, et a été président de la CSU de septembre 2007 à octobre 2008.
Huber affiche des opinions conservatrices en matière sociale, en particulier concernant la politique familiale, et libérales en matière économique.

## Carrière
Huber entre en 1972 à l’assemblée de l’arrondissement de Dingolfing-Landau et en 1978 au Landtag de Bavière, fonctions qu’il occupe toujours en 2007.
Au sein de la CSU, il est secrétaire général adjoint de 1987 à 1988, puis secrétaire général de 1988 à 1994. Il est depuis 1988 membre du bureau de la CSU et depuis 1993 président de la fédération de Basse-Bavière.
En octobre 1994, il entre dans le gouvernement provincial dirigé par Edmund Stoiber. Il est d’abord jusqu’en novembre 1995 ministre d’État et directeur de la Chancellerie d’État, puis jusqu’en octobre 1998 ministre d’État aux Finances, avant de reprendre la tête de la Chancellerie. Le 14 octobre 2003, il prend par ailleurs le portefeuille des Relations avec la Fédération et de la Réforme administrative.
À l’automne 2005, lorsque Stoiber est supposé devenir ministre fédéral de l’Économie dans le cabinet Merkel, Huber est pressenti pour lui succéder à Munich, à côté du ministre de l’Intérieur Günther Beckstein. Stoiber, renonçant finalement à entrer dans le cabinet fédéral, nomme Huber ministre d’État à l’Économie, aux Infrastructures, aux Transports et à la Technologie en remplacement d’Otto Wiesheu.
Le 18 janvier 2007, Stoiber annonce qu’il quittera ses fonctions à la tête du cabinet provincial et de la CSU au mois de septembre. Le 29 septembre 2007, Huber succède à Stoiber au poste de président de la CSU avec 58,2 % des voix, battant Horst Seehofer, ministre fédéral de l’Agriculture qui reçoit 39 % mais est réélu vice-président, et Gabriele Pauli, Landrätin de Fürth qui reçoit 2,5 %.
Le 16 octobre, il est nommé ministre d’État aux Finances dans le cabinet du nouveau ministre-président, Günther Beckstein.
Après la déroute de la CSU aux élections provinciales de septembre 2008, il doit céder le 25 octobre la présidence de la CSU à Horst Seehofer, qui prend également le poste de ministre-président. Le 30 octobre, lors de la formation du nouveau cabinet, il est remplacé aux Finances par Georg Fahrenschon, qui était son secrétaire d’État dans le cabinet Beckstein.